# 土倉
土倉（日语：／ Dosoo/Tokura/Tsuchikura */?）原本是指一種由土牆形成的倉庫，後來由於商人將抵押品放置於土倉內，因此取代了原本的借上，成為室町時代的典當業的代名詞，直到江戶時代演變成質屋。

## 歷史

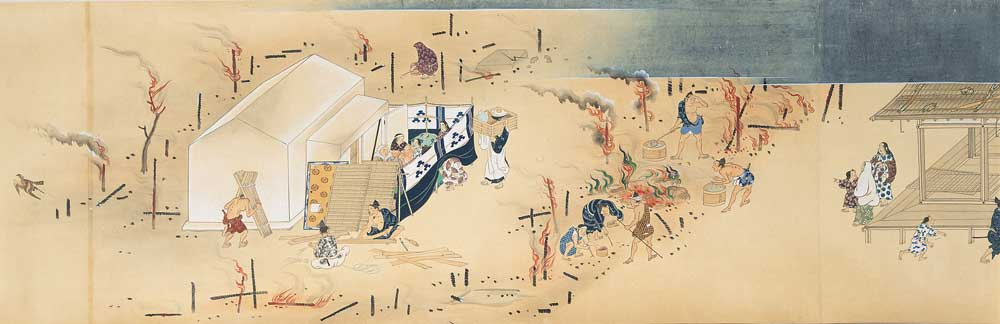
左邊白色建築物為土倉

作為國衙和寺院的倉庫的土倉在奈良時代已經存在。12世紀中期左右，按藤原賴長的日記《台記》記載，其書庫四面都是由木板建成的牆壁，然後在上面塗上石灰，出入口則鋪上蠔殼以防剝落。14世紀初成立的《春日權現驗記》則指出，當時倉庫的柱子已經建在其內部，土屋頂上則鋪上草和木板，與現今的土藏結構相同。直到平安時代末期至鎌倉時代，商人才開始在都市內興建土倉，鑑於其防火結構，因此商人以其來用作存放自己的財產和商品，貴族和庶民也會將自己的寶物和文書等重要物品寄存於商人的土倉裡，有時亦可以作為擔保來借貸。文曆元年（1234年），土倉作為典當業的代名詞最早出現於《明月記》，直至延元元年或建武3年（1336年）的《建武式目》上記載為「無盡錢土倉」，自此開始普及化，南北朝時代簡化成土倉。土倉在當時已經遍佈京都、奈良、堺和坂本等主要都市和港埠都市，京都有335間土倉，其中280間隸屬於延曆寺，奈良有200間，坂本有35間。由於土倉同時經營酒屋的情況很多，因此兩者經常作為並稱記錄在各項文書上。當時，京都的土倉多數是延曆寺和八坂神社等有力寺社的被官，直至室町幕府在明德4年（1393年）以每年支付6,000貫文為條件，免除了權門對土倉不定期徵收租庸調的規定。幕府通過有力的土倉負責徵收土倉役，這些土倉及後被稱為納錢方。除此之外，有力的土倉也會成為公方或朝廷的御倉，管理這些皇室貴族的財產。戰國時代的自治市大山崎也曾經要求土倉課稅。

## 業務
土倉接受以動產和不動產作為抵押，然後向抵押人貸款。利息方面，被稱為土倉方一眾的座組織出現在永享初年（1429-1441）的文書上，明文規定每100文借一個月時要繳付多少利息，稱為「何文子」，按抵押品的不同種類，利息亦有所不同，介乎於五文子或六文子（每借100文，一個月便要繳付5至6文作為利息）。長祿3年（1459年）時，綾羅綢緞、書籍、樂器、具足、家具等是五文子，為期一年，盆栽、香合、茶碗物、花瓶、香爐、金屬製品、武具和穀物是六文子，穀物為期七個月，武具是兩年，其他則是二十個月。文明年間（1469年-1487年），幕府原本想將利息降至四文子，後來在土倉的反對下才統一為五文子。由於二文子以下的祠堂錢並不適用於德政令，因此東京大學教授桑山浩然主張土倉也並不算是高利貸。然而，《日本国語大辞典》、《大辭林》、東京大學教授百瀨今朝雄和中央大學教授佐佐木銀彌等均視土倉為高利貸。如果抵押品失竊，幕府也制定了補償條款。由於土倉役是當時幕府的重要收入來源，因此就算有因火災等導致無法營業的情況出現，也不會輕易作出豁免，對於中止營業也有一定的限制。另一方面，土倉也提供存款業務，稱為合錢。合錢最早見於《滿濟准后日記》永享2年（1430年）四月二日條的「八幡土藏合錢」。土倉通過支付利息來吸引其他人來存款，然後再將這些存款貸款給其他有需要的人，由於支付了利息，因此合錢本身適用於德政令。實際上在文明年間（1469年-1487年），土倉便曾經以合錢適用於德政令為由，主張無需歸還。長祿元年（1457年）12月5日，幕府發佈了德政禁制，承認了債權，然而由於土倉雖然在一般情況下是債權人，但是在合錢的情況下屬於債務者，因此出於保護土倉權益的理由，同時解除了土倉在合錢上的債務，也就是說不用將合錢歸還給存款人。
此外，土倉也受到以德政一揆為首的土一揆所影響。日本農民歷史上第一次一揆是正長土一揆（1428年），當時土倉遭到京都附近的地下人襲擊，借據被燒毀的同時抵押品也被搶走，嘉吉元年（1441年）嘉吉德政一揆爆發時，土倉也被迫無條件歸還抵押品，甚或有土倉以1,000貫文賄賂管領細川持之，希望特別得到其保護。在長祿元年（1457年）爆發的土一揆，京都南部的土倉直接打開了倉庫，按《經覺私要鈔》11月朔日條記載，竹田、九條和京中的一揆歸還了十分之一的貸款後才拿走抵押品，鄉下人則直接拿走，京都內的土倉則以武力抵抗一揆。這些一揆的目的都是要求幕府頒佈德政令，迫使土倉等債權人放棄債權，而在德政令發佈前便會通過私德政，以求達到目的。然而，由於德政令頒佈的話，土倉也必須歸還抵押品給其主人，因此幕府也不得不免除土倉役。後來，幕府以分一錢的形式，作為德政令的適用條件要求土倉或債務人繳納債權額的十分之一或五分之一予幕府便可以維持或解除契約關係，稱為分一德政，並且負責徵收土倉役的納錢方的業務轉為請負制，從而穩定來自土倉役的收入。